# Język bilba
Język bilba (a. belubaa, bilbaa) – język austronezyjski używany w prowincji Małe Wyspy Sundajskie Wschodnie w Indonezji, na wyspach Roti (Rote), Semau i Timor. Według danych z 2002 roku posługuje się nim 7 tys. osób.
Dzieli się na dialekty: bilba, diu, lelenuk. Jest używany przez wszystkich członków społeczności, w różnych sferach życia. Bywa też przyswajany jako drugi język.
Jeden z języków rote. Bywa włączany pod pojęcie języka roti (rote).